# Рабочее знамя (группа)
«Рабо́чее зна́мя» — название ряда социал-демократических групп существовавших в 1897—1902 годах, сформировавшихся вокруг Санкт-Петербургской группы в Петербурге, Вильно, Белостоке, Киеве и других городах.

## Создание и деятельность организации
Санкт-Петербургская группа «Рабочее знамя» сформировалась раньше других — в 1896 году, и именовалось первоначально «Группой рабочих-революционеров», а с 1898 года — «Русской социал-демократической рабочей партией». В питерскую группу входили С. В. Андропов, Л. О. Канцель, В. П. Ногин, М. Б. Смирнов и другие.
Группа из Петербурга предприняла попытку объединения вокруг себя других социал-демократических групп, образовывавшихся из кружков тех рабочих-революционеров, которые покинули ряды местных социал-демократических организаций, не согласившись с отстаиванием руководством этих организаций идеи «экономизма».
Связи между группами «Рабочее знамя» были нерегулярными и не тесными, политические взгляды членов групп «Рабочее знамя» не были однородны. Состав групп, даже в пределах одного города, не был постоянен из-за арестов и сокрытия за границей.
Группа на входила в РСДРП, созданную в марте 1898, идейно отличалась от неё. Группа выступала против экономизма, выдвигала на первый план социалистическую пропаганду среди рабочих и призывала пролетариат к активным политическим действиям. Некоторые члены группы придерживались народнических взглядов. Некоторые отстаивали создание национальной социал-демократической партии, другие же отрицали централистский принцип построения любой партии.
Группа руководила в Петербурге занятиями в рабочих кружках на заводах, занималась организацией стачек, распространением нелегальной литературы. За время существования группы были изданы три номера газеты «Рабочее знамя». Не раз подвергалась полицейским разгромам, члены группы — арестам.
Наибольшую известность из акций группы получила т. н. «Максвельская оборона» 14-17 декабря 1898 года — оказание рабочими сопротивления полиции при обыске и арестах в рабочих казармах, произошедших после организованной группой (С. В. Андропов, В. П. Ногин, М. Б. Смирнов и др.) стачки на текстильных фабриках Паля и Петровско-Спасской мануфактуре (Максвеля).
После данной акции многие члены группы были арестованы, в Санкт-Петербурге работа группы по проведению занятий в рабочих кружках была возобновлена с осени 1899 и до января 1901 года, после чего группа была окончательно разгромлена полицией.
В 1901 году часть членов групп «Рабочего знамени» примкнула к ленинской газете «Искра» (С. В. Андропов, В. П. Ногин, А. А. Сольц и др.), в 1902 году другая часть группы перешла к партии эсеров.